# Bassillac

Bassillac este o comună în departamentul Dordogne din sud-vestul Franței. În 2009 avea o populație de 1.792 de locuitori.

## Evoluția populației
| An        | 1975 | 1982  | 1990  | 1999  | 2006  | 2009  |
| --------- | ---- | ----- | ----- | ----- | ----- | ----- |
| Populație | 701  | 1.297 | 1.541 | 1.755 | 1.735 | 1.792 |